# Krassimir Gergow
Krassimir Gergow (bulgarisch Красимир Гергов; * 30. September 1961 in Sofia) ist ein bulgarischer Unternehmer und ehemaliger Mitarbeiter der kommunistischen Staatssicherheit in Bulgarien. Sein Hauptgeschäft ist mit Reklame und Medien in Bulgarien verbunden.

## Leben
Er absolvierte eine Ausbildung in Sportjournalistik, Tourismus, Alpinismus und Orientierungslauf. 1994 erwarb er das Recht, den amerikanischen TV-Sender CNN in Bulgarien zu übertragen und gründete das erste nationale Privatfernsehen in Bulgarien, das CNN - Programm übertragende (Triada – CNN). Er war auch der Gründer des ersten nationalen Privatradios in Bulgarien, zusammen mit Radio Free Europe (RFE). Er kümmert sich um dem Aufbau des Reklame- und Mediengeschäfts in Bulgarien, dem Aufbau internationaler Verbindungen zu führenden Mediengesellschaften und der Anwerbung von Investitionen für die bulgarische Wirtschaft. Er investiert aktiv in die Entwicklung des Tourismus in Bulgarien und gründete einige Golfkomplexe. Krassimir Guergov gilt als eine der einflussreichsten Personen im Reklame- und Mediengeschäft Bulgariens.

### Mitgliedschaften
Gergow ist seit 1996 der Präsident des Verwaltungsrats der Assoziation der Reklameagenturen in Bulgarien. Er ist Mitglied der International Advertising Association (IAA). Seit 2001 ist er der Präsident des Verwaltungsrats der Bulgarischen Golfassoziation und hat eine führende Rolle in der Popularisierung dieses Sports in Bulgarien. Er ist der Präsident des Nationalrats für Tourismus seit 2008. Seit 2008 ist er Mitglied des Exekutivkomitees der Bulgarischen Fußballunion, dort ist er verantwortlich für Marketing und Reklame und auch der Präsident der Medienkommission. Er ist der Gründer der Stiftung Gestuno, Union der Gehörlosen in Bulgarien. 2009 gründete er und führt den Klub Diplomatie und Business mit  Diplomaten aus Auslandsvertretungen in Bulgarien.

## Besitz
Gergow besitzt die Reklameagenturen Kres, Finlab, Nomina, K Consulting, Correct — C, Irish Pubs Limited, NPS, Golf Club (Golfspielplatz im Dorfe Ravno Pole, Gemeinde Elin Pelin), Professionelle Golfassoziation — Professioneller Sportklub, Südgolf. Er hat Anteile an: Medienmarkt, Park Plakat, Voice Media, Piero 97, Marketingverwaltungszentrum.

## Golf
In 2001 gründete Krasimir Gergov die Bulgarische Golfassoziation (BGA) und ist zurzeit ihr Präsident. Die Assoziation ist Mitglied der Internationalen Golffederation, Europäischen Golfassoziation und des „Royal and Ancient Golf Club“, St. Andrews, Schottland.  BGA operiert nach dem Programm für Golfentwicklung in Bulgarien, bis jetzt wurden 5000 Kinder nach diesem Programm trainiert. Die Assoziation bietet den Kindern die Möglichkeit, Golf kostenlos in den Komplexen St. Sofia und BlackSeaRama zu spielen.  Krasimir Gergov begründete die bulgarische Golfgemeinschaft und startete den Aufbau zu einigen Sportkomplexen in Bulgarien. Mit der Idee, Sporttourismus zu entwickeln, startete er die Projekte:
- „St. Sofia Golf Club & Spa“ - Golfspielplatz mit 18 Golflöcher in der Nähe von Sofia; erster Golfspielplatz projektiert nach den Standards der Amerikanischen Golfassoziation in Bulgarien.
- “Blacksearama, Gary Player Signature” – ein Golfspielplatz über 18 Golflöcher, projektiert von Gary Player.
- “Thracian Cliffs” – ein Siebenstern-Golfkomplex in der Nähe von Baltschik, der vom General Hotel Management verwaltet wird.